# Grimme-Preis
Премия Гримме (нем. Grimme-Preis, до 2010 года — премия Адольфа Гримме) — немецкая награда за телевизионные фильмы и передачи. Считается самой престижной телевизионной премией в Германии. Названа в честь первого генерального директора Nordwestdeutscher Rundfunk Адольфа Гримме (1889—1963). Учреждена в 1964 году Немецким союзом народных университетов. Вручается ежегодно Институтом Гримме в Марле. Наградой отмечаются телевизионные передачи и фильмы, которые, как сказано в уставе института, «отличным способом используют специфические возможности телевидения и могут служить образцом для телевизионной практики с точки зрения содержания и метода».

## Процедура номинирования и присуждения премии
Процедура номинирования и присуждения проходит в три этапа:
На первом этапе предложения могут внести зрители, телевещатели и продюсеры. Предложения могут, но не обязательно должны быть обоснованы. Все предложения, соответствующие формальным требованиям конкурса, принимаются нейтрально и равноправно. Ежегодно подаётся от 500 до 600 предложений. На втором этапе три номинационные комиссии проводят три заседания продолжительностью в несколько дней, чтобы обсудить, какие предложения будут номинированы и представлены на решение жюри. В результате отбираются от 50 до 60 передач по четырём конкурсным направлениям — художественные, развлекательные, а также информационные и культурные и для детей и юношества.
На третьем этапе три жюри на заседаниях, продолжающихся несколько дней, принимают окончательное решение. Во всех категориях конкурса присуждается максимум двенадцать премий Grimme. В номинационные комиссии и жюри, назначенные Институтом Гримме для этой задачи, входят телевизионные критики, журналисты, учёные в области средств массовой информации и эксперты в области образования.

## Награды
В первые годы премия Адольфа Гримме присуждалась в золоте, серебре или бронзе, а в некоторые годы и за наиболее интересный эксперимент. С 1994 года вручались премия Адольфа Гримме в золоте за выдающиеся достижения и премия Адольфа Гримме без каких-либо дополнений. С 2010 года она называется премия Гримме.
Иногда также присуждались особые награды и почётные упоминания. Жюри прессы также вручало свою премию и выражало почётное признание. С 1970 по 1985 год это входило в обязанность главного жюри.
С 1968 года присуждается также специальная премия правительства (с 1975 года — министра культуры) земли Северный Рейн-Вестфалия. С 1969 года в рамках церемонии награждения также вручается так называемый приз зрительских симпатий Марльской группы.

## Статуэтка
Вручаемая призёрам статуэтка была разработана 5-й проектной группой Ульмской школы дизайна под руководством Отла Айхера. Эскиз предусматривал несколько светоотражающих поверхностей, напоминающих экран. Они расположены друг в друге таким образом, что создаётся сложное зеркальное отражение, которое отсылает как к технологии вещания через ретранслятор, так и к самому телевидению, то есть средству вещания и распространения.